# Sirsa
Sirsa è una città dell'India di 160.129 abitanti, capoluogo del distretto di Sirsa, nello stato federato dell'Haryana. In base al numero di abitanti la città rientra nella classe I (da 100.000 persone in su).

## Geografia fisica
La città è situata a 29° 31' 60 N e 75° 1' 0 E e ha un'altitudine di 204 m s.l.m..

## Società

### Evoluzione demografica
Al censimento del 2001 la popolazione di Sirsa assommava a 160.129 persone, delle quali 85.802 maschi e 74.327 femmine. I bambini di età inferiore o uguale ai sei anni assommavano a 21.269, dei quali 11.760 maschi e 9.509 femmine. Infine, coloro che erano in grado di saper almeno leggere e scrivere erano 108.658, dei quali 62.507 maschi e 46.151 femmine.